# Grammaire italienne

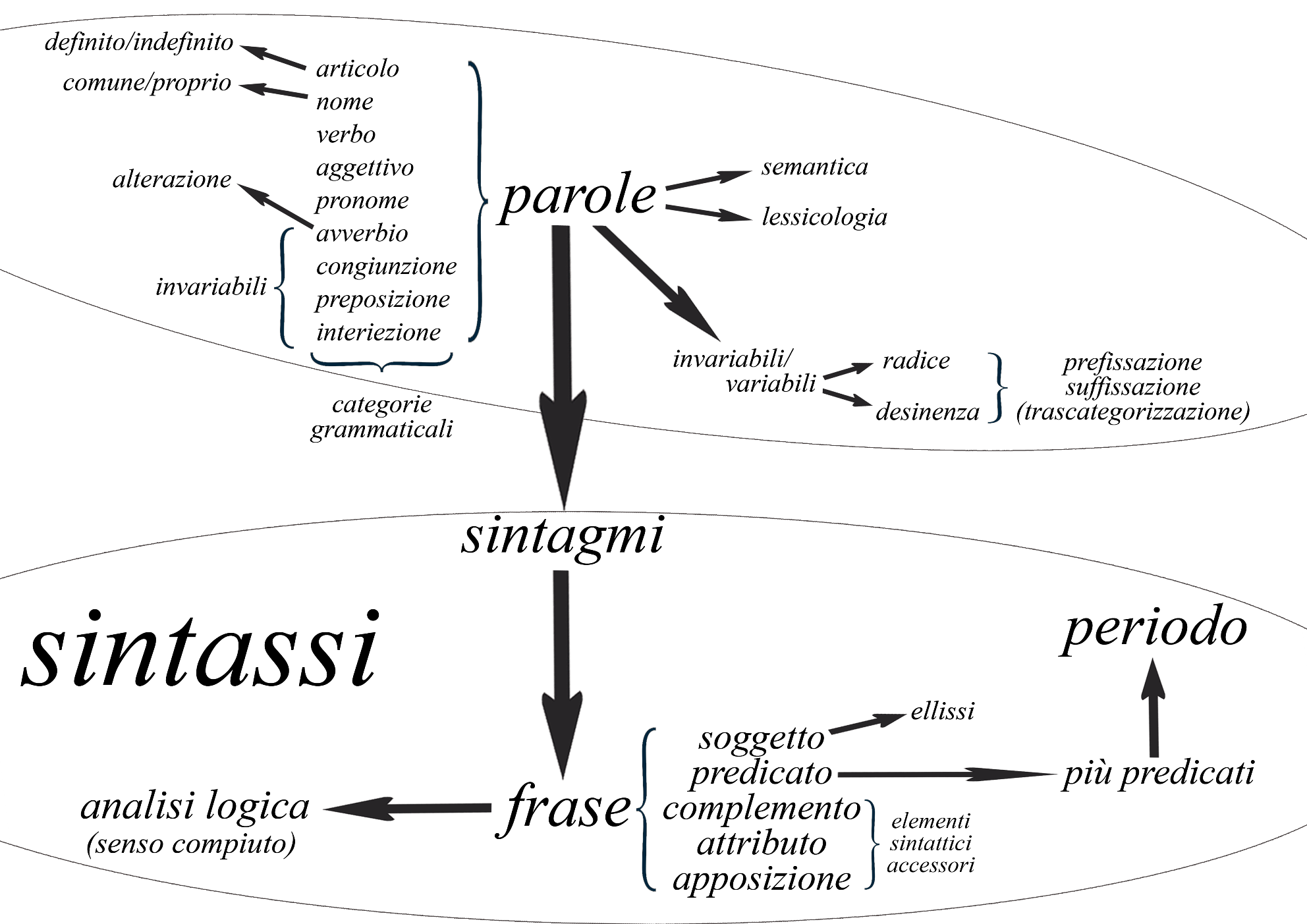
Schéma synoptique des parties du discours (ou catégorie grammaticale) et des éléments fondamentaux de la langue pour la langue italienne.

La grammaire italienne présente de nombreuses similitudes avec la grammaire française et la grammaire espagnole, qui relèvent comme elle de la famille des langues romanes.
Les règles générales présentées ici donnent un aperçu général de la grammaire italienne ; elles connaissent des exceptions et des subtilités.

## L'alphabet
L'alphabet italien est bicaméral et compte 21 lettres et quelques diacritiques : A a B b C c D d E e F f G g H h I i L l M m N n O o P p Q q R r S s T t U u V v Z z.
Les lettres J j, K k, W w, X x et Y y ne sont utilisées que pour les mots empruntés aux langues étrangères.
On définit comme consonne impure les lettres ou les couples de lettres suivants : ps, pn, gn, x, z ou s suivi d'une autre consonne.
Le classement alphabétique est le même qu'en français.

## Le genre
Le substantif possède deux genres (le féminin et le masculin).
Dans la majorité des cas, on peut déterminer le genre d'un nom grâce à sa terminaison au singulier :
- Les noms terminés en -a sont généralement féminins: la stella (l'étoile), la luna (la lune), la casa (la maison), la rosa (la rose). On trouve comme exception les mots empruntés au grec et le noms de métiers en -a : il problema (le problème), il regista (le metteur en scène), il poeta (le poète) ;
- Les noms terminés en -o sont masculins: il fuoco (le feu), il ghiaccio (la glace), l'albero (l'arbre). Sauf exception comme par exemple la mano (la main) ou des mots formés par apocope (la foto, la moto, la radio, l'auto, la meteo) ;
- Les noms terminés en -ore  sont masculins : il fiore (la fleur), l'odore (l’odeur), il terrore (la terreur), il furore (la fureur) sauf la folgore (la foudre) ;
- Pour les noms qui se terminent en -e, il n'y a pas de règle simple. Ils sont soit masculins, soit féminins : il cane (le chien), la carne (la chair, la viande), il sole (le soleil), il cantante / la cantante (le chanteur / la chanteuse) ;

À noter que le genre des substantifs diffère souvent entre italien et français, de façon aléatoire.
Ceci est surtout vrai pour les mots dont l'origine est un nom latin de genre neutre.

## Le nombre et le pluriel
L'italien connaît deux nombres, le singulier et le pluriel.
La marque du pluriel est le -i ; sauf pour les mots féminins en -a (au singulier) qui font leur pluriel en -e.
Sont généralement invariables : 
- les substantifs terminés par une consonne (le plus souvent des emprunts) : bar, film, sport…
- les substantifs terminés en i : analisi, diagnosi…
- les substantifs monosyllabiques : re, gru…
- les substantifs accentués sur la dernière syllabe (les parole tronche), tels que caffè, libertà, virtù…
- le mot euro quand il désigne la monnaie européenne : dieci euro
- les noms féminins terminés en -ie : la specie…
  - Sauf : la moglie — le mogli.

Certains noms ont deux formes pluriel, selon le sens :
- Il ciglio (le cil), donne le ciglia, mais le pluriel régulier i cigli évoque les bords d'une route (i cigli della strada)
- Il filo (le fil) a un pluriel régulier au sens propre, i fili del telefono (les fils du téléphone) et un pluriel irrégulier au sens figuré le fila del ragionamento (les fils du raisonnement).

Quelques exceptions courantes :
- L'uovo (l'œuf) est masculin au singulier et féminin au pluriel : le uova
- l'uomo — gli uomini (l’homme)
- il bue — i buoi (le bœuf)
- il tempio — i templi (le temple)

## L'article
|           | Défini     | Défini  | Indéfini             | Indéfini        |
|           | Masculin   | Féminin | Masculin             | Féminin         |
| Singulier | l’, il, lo | la, l’  | un, uno              | una, un’        |
| Pluriel   | i, gli     | le      | (dei, degli, alcuni) | (delle, alcune) |

### L'article défini
Masculin singulier
- l’ devant un mot commençant par une voyelle.
- il devant un mot commençant par une consonne.
- lo devant un mot commençant par une consonne impure[2] ou les mots commençant par un i suivi d'une autre voyelle.

Masculin pluriel
- i devant une consonne[3]
- gli dans les autres cas.

Féminin singulier
- la devant une consonne ou devant un i suivi d'une voyelle
- l’ dans les autres cas.

Féminin pluriel
- le

### L'article indéfini
Masculin singulier
- un
- uno s'emploie devant un s impure, un z ou un i suivi d'une voyelle.

Féminin singulier
- una devant une consonne ou devant un i suivi d'une voyelle ;
- un’ devant un mot commençant par une autre voyelle.

Il n'existe pas de pluriel indéfini ; en cas de nécessité on utilise l'article partitif (degli au masculin ou delle au féminin) ou indéfinis qualche et alcuni/alcune, qui sont deux formes pour dire « quelques ».

### L'article contracté
En italien, l'article défini se contracte avec la préposition qu'il suit.
On remarque que lors de la contraction, le i de di et in se change en e.
|             | Masculin singulier | Masculin singulier | Masculin singulier | Masculin pluriel | Masculin pluriel | Féminin singulier | Féminin singulier | Féminin pluriel |
| ----------- | ------------------ | ------------------ | ------------------ | ---------------- | ---------------- | ----------------- | ----------------- | --------------- |
| préposition | il                 | l’                 | lo                 | i                | gli              | la                | l’                | le              |
| a           | al                 | all’               | allo               | ai               | agli             | alla              | all’              | alle            |
| di          | del                | dell’              | dello              | dei              | degli            | della             | dell’             | delle           |
| da          | dal                | dall’              | dallo              | dai              | dagli            | dalla             | dall’             | dalle           |
| su          | sul                | sull’              | sullo              | sui              | sugli            | sulla             | sull’             | sulle           |
| in          | nel                | nell’              | nello              | nei              | negli            | nella             | nell’             | nelle           |
| con         | col con il         | coll’ con l’       | collo con lo       | coi con i        | cogli con gli    | colla con la      | coll’ con l’      | colle con le    |
| per         | pel per il         | (pell’) per l’     | (pello) per lo     | pei per i        | (pegli) per gli  | (pella) per la    | (pell’) per l’    | (pelle) per le  |

Exemples
- Telefono al [*a il] mio amico (Je téléphone à mon ami)
- Telefoni ai [*a i] tuoi nonni ?
- La fermata del [*di il] pullman
- Vengo dal [*da il] teatro (Je viens du théâtre)

En italien, pour indiquer la possession, on utilise di là où on utilise « à » en français : 
- Ex : Questo libro è di Luca = Ce livre-ci est à Luca.

## Le pronom

### Pronoms personnels

#### Sujets
Les pronoms personnels sujets sont généralement omis car la désinence verbale suffit le plus souvent à identifier le sujet. Ils ne sont donc utilisés que pour insister sur l'identification du sujet, marquer une opposition ou lever l'ambiguité d'une forme verbale.
|              | Singulier                                                                                         | Pluriel                                                            |
| 1re personne | io - je                                                                                           | noi - nous                                                         |
| 2e personne  | tu - tu                                                                                           | voi - vous (pluriel)                                               |
| 3e personne  | Lei (1) - vous (politesse) lei (2) (ella (3), essa (4) ) - elle lui (2) (egli (3), esso (4)) - il | Loro (1) - vous (politesse) loro (essi (5), esse (5)) - ils, elles |

(1) Lei signifie elle ou vous selon le cas, mais lorsqu'il s'agit de la formule de politesse (le vouvoiement français), il s'écrit toujours avec une majuscule, et il s'utilise, tout comme notre vouvoiement, indifféremment pour les hommes et pour les femmes. Lei se substitua à Ella aux alentours du XVe siècle ; l'emploi de ce pronom trouvant son origine dans des locutions telles que « Sa Seigneurie » ou encore « Son excellence », qui nécessitaient donc l'emploi d'un pronom féminin (Lei ou Ella), et initièrent la généralisation de celui-ci. Quand il s'agit de vouvoyer plusieurs personnes en même temps, l'italien a recours à Loro, la troisième personne du pluriel ; cependant cette forme est assez rarement utilisée et son usage tend à disparaître au profit de voi, moins formel.

(2) Forme communément utilisée dans la langue parlée.

(3) Langue écrite ou langage bureaucratique. Se rencontrent parfois à la place de lui et lei, et se réfèrent exclusivement à des êtres humains.

(4) Langue écrite. Se rencontrent pour désigner des choses ou des animaux.

(5) Langue écrite. Dans la langue parlée, on utilise essi et esse pour designer des animaux ou objets à la place de loro qui désigne des individus.

#### C.O.D.
Les pronoms C.O.D. ont deux formes en italien.
La forme faible (ou atone), la plus ordinaire, s'utilise devant le verbe.
Exemple : Mi segui? (« Me suis-tu ? »).
La forme forte (ou tonique) s'utilise
- après le verbe pour marquer l'instance ou la mise en évidence. Segui me, piuttosto che lei ! (Suis-moi, plutôt qu'elle !).
- après une préposition. L'ho fatto per voi. (Je l'ai fait pour vous).
- après les comparatifs (come, quanto, più…di, meno…di). Più preparato di lui (Mieux préparé que lui).
- lorsque le pronom est attribut. Exemple : Non riderei, se fossi in te. (Je ne rirais pas, si j'étais toi.)
- dans certaines exclamations comme Povero me! (Pauvre de moi !)

| personne                  | personne           | C.O.D.       | C.O.D.      |
| ------------------------- | ------------------ | ------------ | ----------- |
|                           |                    | forme faible | forme forte |
| 1re personne du singulier |                    | mi           | me          |
| 2e personne du singulier  |                    | ti           | te          |
| 3e personne du singulier  | masculin           | lo           | lui, esso   |
|                           | féminin            | la           | lei, essa   |
|                           | forme de politesse | La           | Lei         |
| 1re personne du pluriel   |                    | ci           | noi         |
| 2e personne du pluriel    |                    | vi           | voi         |
| 3e personne du pluriel    | masculin           | li           | essi, loro  |
|                           | féminin            | le           | esse, loro  |
|                           | forme de politesse |              | Loro        |

- Mi, ti, ci, vi, ainsi que lo et la peuvent s'élider devant une voyelle ; en revanche, li et le ne le peuvent pas. Exemples : l'abbiamo perso (nous l'avons perdu), li abbiamo persi (nous les avons perdus).
- Mi, ti, ci, vi, ainsi que lo et la peuvent se présenter comme suffixe en cas d'exclamation. Exemples : seguimi (suis-moi), avvertitemi (prévenez-moi), riparatevi (abritez-vous), posatelo (posez-le).

#### C.O.I.
L'italien fait la distinction entre masculin et féminin à la troisième personne du singulier (sans en faire à la troisième personne du pluriel). Les pronoms sont les suivants :
| personne                  | personne           | C.O.I.        | C.O.I.      |
| ------------------------- | ------------------ | ------------- | ----------- |
|                           |                    | forme faible  | forme forte |
| 1re personne du singulier |                    | mi            | me          |
| 2e personne du singulier  |                    | ti            | te          |
| 3e personne du singulier  | masculin           | gli           | lui         |
|                           | féminin            | le            | lei         |
|                           | forme de politesse | Le            | Lei         |
| 1re personne du pluriel   |                    | ci            | noi         |
| 2e personne du pluriel    |                    | vi            | voi         |
| 3e personne du pluriel    |                    | gli, loro (1) | loro        |

Notes : 

(1) loro se place après le verbe. gli est très employé dans la langue parlée, mais que loro, qui appartient à un registre de langue un peu plus recherché, a une fonction utilitaire, en l'occurrence celle d'ôter la confusion éventuellement induite par la présence de gli au singulier et au pluriel.

#### Le pronomci
Ci est l'équivalent de la particule y en français, il a la fonction de complément de lieu. Par exemple, pour dire « j'y vais », on dira ci vado. 
Pour dire « il y a », on utilise le verbe essere, qui s'accorde alors avec ce qui suit. On dira ainsi c'è sole oggi = « il y a du soleil aujourd'hui. » mais ci sono persone che non parlano italiano. = « il y a des gens qui ne parlent pas italien. » De la même façon, on dira ci vuole ou ci vogliono pour traduire il faut.
Il se place en enclise dans les cas suivants :
- à l'infinitif. Exemple : Possiamo andarci? (Peut-on y aller ?)
- au gérondif. Exemple : Andandoci in bus, andresti più velocemente. (En y allant en bus, tu irais plus vite.)
- à l'impératif. Exemple : Vacci subito! (Vas-y tout de suite !)
- avec les verbes serviles (dovere, volere, potere).

Quand en français le y ne désigne pas un lieu en particulier (par exemple, dans les expressions « on y va »), l'italien ne mettra pas de pronom : andiamo (on y va, dans le sens on se met en route). 

#### Le pronomne
Ne correspond au français en. 
Exemple : « J'en prends deux » → Ne prendo due.
Il se place en enclise dans les cas suivants :
- à l'infinitif. Exemple : Voglio prenderne due. (Je veux en prendre deux)
- au gérondif. Exemple : Prendendone due, sarò felice. (En en prenant deux, je serai content)
- à l'impératif. Exemple : Prendine due per me, per favore. (Prends-en deux pour moi, s'il te plait)
- avec ecco. Exemple : Eccone due per te. (En voilà deux pour toi)
- avec les verbes semi-auxiliaires

### Les pronoms démonstratifs
|           | proximité | proximité | éloignement | éloignement | proximité avec l'auditeur | proximité avec l'auditeur |
| --------- | --------- | --------- | ----------- | ----------- | ------------------------- | ------------------------- |
| singulier | pluriel   | singulier | pluriel     | singulier   | pluriel                   |                           |
| masculin  | questo    | questi    | quello      | quelli      | codesto                   | codesti                   |
| féminin   | questa    | queste    | quella      | quelle      | codesta                   | codeste                   |

### Les adjectifs possessifs
|                 | Masculin Singulier | Féminin Singulier | Masculin Pluriel | Féminin Pluriel |
| io              | il mio             | la mia            | i miei           | le mie          |
| tu              | il tuo             | la tua            | i tuoi           | le tue          |
| lui, lei        | il suo             | la sua            | i suoi           | le sue          |
| Lei (Politesse) | il Suo             | la Sua            | i Suoi           | le Sue          |
| noi             | il nostro          | la nostra         | i nostri         | le nostre       |
| voi             | il vostro          | la vostra         | i vostri         | le vostre       |
| loro            | il loro            | la loro           | i loro           | le loro         |

Au contraire du français, le possessif italien est un adjectif comme un autre (un mio amico, quel tuo collega, etc., littéralement : « un mien ami », etc.) : il spécifie le substantif, tout comme un indéfini ou un numéral.
Dans l'emploi d'un groupe nominal avec un possessif pour un nom désignant un lien de parenté on ne mettra pas de déterminant.
ex : Mia madre, vostro nonno, sua moglie.
Il y a cependant quatre exceptions :
- avec loro : il loro padre
- au pluriel : le sue sorelle
- avec un adjectif : il mio vecchio zio
- avec un diminutif : il suo fratellino, la mia mammina

De même pour l'utilisation d'un vocatif : Amici miei.
Quand le possessif est en apposition : Pietro, mio vicino di casa.
Avec les titres honorifiques : Sua Maestà.

### Les pronoms groupés
En italien, les pronoms groupés peuvent se traduire littéralement en français (me lo dici = « tu me le dis ») sauf pour ceux de 3e personne : le lui = glielo / la lui = gliela / le y = celo, velo mais plus fréquemment on dit lo+verbo+lì. « le leur » peut être traduit littéralement (« Je le leur dis » = io lo dico loro) mais dans la langue parlée, on préfère utiliser glielo même si ce n'est pas correct du point de vue de la grammaire. En général, en italien, on met un pronom proche de l'autre s'ils sont monosyllabes (me lo dici) mais on les sépare quand ils ne le sont pas (tu lo dici loro).

## L'adjectif
L’adjectif s’accorde en genre et en nombre avec le nom auquel il se rapporte.

### Les adjectifs démonstratifs
|                                 | Masculin singulier | Féminin singulier | Masculin pluriel | Féminin pluriel |
| Questo, devant une consonne (1) | questo             | questa            | questi           | queste          |
| Questo, devant une voyelle (1)  | quest'             | quest'            | questi           | queste          |
| Quello, devant une consonne     | quel/quello (2)    | quella            | quei/quegli (2)  | quelle          |
| Quello, devant une voyelle      | quell'             | quell'            | quegli           | quelle          |
| Codesto (3)                     | codesto            | codesta           | codesti          | codeste         |

Notes : 

(1) Questo et ses dérivés s'abrègent souvent en 'sto, 'sta, 'sti et 'ste dans le langage familier. Cette abréviation se trouve d'ailleurs dans certaines formes : stanotte (questa notte), stamattina (questa mattina) et stasera (questa sera).

(2) cas du « s » impur et formes associées

(3) Codesto est un adjectif démonstratif qui s'emploie surtout en Toscane. Il sert à désigner une personne ou une chose qui se trouve près de celui qui écoute. Il peut aussi avoir une connotation péjorative (ex : con codeste idee non farà strada / avec de telles idées il n'ira pas loin). Enfin, on lui trouve aussi un emploi dans le langage administratif.

## Le verbe
Les verbes sont répartis en trois groupes, en fonction de leur terminaison à l'infinitif :
- les verbes en -are. Paradigme : parlare (parler)
- les verbes en -ere. Paradigme : prendere (prendre)
- les verbes en -ire. Paradigme : partire (partir)[6]

L'italien connait quatre modes personnels : l’indicatif (indicativo), le conditionnel (condizionale), le subjonctif (congiuntivo) et l'impératif (imperativo) ; et trois modes impersonnels :  l'infinitif, (infinito), le gérondif (gerundio), le participe (participio).

Les formes verbales se composent de trois éléments :
- le radical
- une caractéristique temporelle qui marque le mode ou le temps
- une désinence qui indique la personne

### Les auxiliaires
Comme en français, les verbes auxiliaires utilisés dans la conjugaison des temps composés sont le verbe avere « avoir » et le verbe essere « être ». Cependant, à la différence du français, l’auxiliaire essere est employé avec un plus grand nombre de verbes qui marquent un changement d’état (mode intransitif), notamment vivere « vivre », cambiare « changer », riuscire « réussir » costare « coûter »… Le verbe « avoir » exprimera plus limitativement l'idée de possession.
- Sono riuscito. « J'ai réussi. »
- Sei cambiato. « Tu as changé. »
- Mi sono sbagliato. « Je me suis trompé »
- On dira ho sbagliato numero en utilisant donc l'auxiliaire « avoir ». De même, ho sbagliato peut être utilisé pour dire simplement « je me suis trompé ».

L'emploi du verbe andare comme auxiliaire indique une notion d'obligation : La porta va chiusa = « La porte doit être fermée ».
Les périphrases
- aller + infinitif = stare + per + infinitif (infinito) : « Je vais partir. » = Sto per partire.

- être en train de + infinitif = stare + gérondif (gerundio) : « Je suis en train de t'écouter. » = Ti sto ascoltando.

- venir de + infinitif = auxiliaire habituel du verbe (essere ou avere) + appena + pat.passé : « Je viens de le voir. » = L'ho appena visto. (cf. « Je viens à peine de le voir. ») Attention cependant à ne pas confondre avec la construction française de type : « Je l'ai à peine vu. », où « à peine » signifie « presque pas ».

| ESSERE   | Indicatif | Indicatif    | Indicatif | Indicatif    | Subjonctif | Subjonctif | Conditionnel | Impératif |
| -------- | --------- | ------------ | --------- | ------------ | ---------- | ---------- | ------------ | --------- |
| ESSERE   | Présent   | Passé simple | Imparfait | Futur simple | Présent    | Imparfait  | Conditionnel | Impératif |
| io       | sono      | fui          | ero       | sarò         | sia        | fossi      | sarei        | -         |
| tu       | sei       | fosti        | eri       | sarai        | sia        | fossi      | saresti      | sii       |
| lui, lei | è         | fu           | era       | sarà         | sia        | fosse      | sarebbe      | sia       |
| noi      | siamo     | fummo        | eravamo   | saremo       | siamo      | fossimo    | saremmo      | siamo     |
| voi      | siete     | foste        | eravate   | sarete       | siate      | foste      | sareste      | siate     |
| loro     | sono      | furono       | erano     | saranno      | siano      | fossero    | sarebbero    | siano     |

| AVERE    | Indicatif | Indicatif       | Indicatif | Indicatif    | Subjonctif | Subjonctif | Conditionnel | Impératif |
| -------- | --------- | --------------- | --------- | ------------ | ---------- | ---------- | ------------ | --------- |
| AVERE    | Présent   | Passé simple    | Imparfait | Futur simple | Présent    | Imparfait  | Conditionnel | Impératif |
| io       | ho        | ebbi            | avevo     | avrò         | abbia      | avessi     | avrei        | -         |
| tu       | hai       | avesti          | avevi     | avrai        | abbia      | avessi     | avresti      | abbi      |
| lui, lei | ha        | ebbe            | aveva     | avrà         | abbia      | avesse     | avrebbe      | abbia     |
| noi      | abbiamo   | avemmo (ebbimo) | avevamo   | avremo       | abbiamo    | avessimo   | avremmo      | abbiamo   |
| voi      | avete     | aveste          | avevate   | avrete       | abbiate    | aveste     | avreste      | abbiate   |
| essi     | hanno     | ebbero          | avevano   | avranno      | abbiano    | avessero   | avrebbero    | abbiano   |

### Le gérondif
| Premier groupe | Deuxième groupe | Troisième groupe |
| Parl-ando      | Perd-endo       | Fin-endo         |

- 1er groupe : radical + -ando
- 2e et 3e groupes : radical + -endo

Contrairement au français, le gérondif italien n'est pas précédé de la particule en.

### L'impératif (imperativo)
Aux personnes et nombres identiques à ceux du français, l'italien fait appel aux formes de la 3e personne du subjonctif présent pour une forme polie de l'impératif à la 2e personne.
| Personne                | 1er groupe | 2e groupe  | 3e groupe        |
| 2e p. sg.               | parl-a     | prend-i    | fin-i /-isci     |
| 2e p. sg (forme polie)  | parl-i     | prend-a    | fin-a /-isca     |
| 1re p. pl.              | parl-iamo  | prend-iamo | fin-iamo         |
| 2e p. pl.               | parl-ate   | prend-ete  | fin-ite          |
| 2e p. pl. (forme polie) | parl-ino   | prend-ano  | fin-ano /-iscano |

### Indicatif

#### Présent
Le présent de l'indicatif exprime l'action au moment où elle se déroule.
|          | -are par ex. parlare | -ere par ex. godere | -ire par ex. dormire / capire |
| io²      | -o                   | -o                  | -o / -isco                    |
| tu       | -i                   | -i                  | -i / -isci                    |
| lui, lei | -a                   | -e                  | -e / -isce                    |
| noi      | -iamo                | -iamo               | -iamo                         |
| voi      | -ate                 | -ete                | -ite                          |
| loro     | -ano                 | -ono                | -ono / -iscono                |

Le groupe des verbes en -ire se divise en deux. Cependant, il est difficile de donner une liste exhaustive des verbes appartenant à l'un ou à l'autre groupe, de même qu'il est difficile de dire à quelle conjugaison appartient la majorité des verbes en -ire, la confrontation de diverses sources induisant en l'occurrence plus de confusion qu'elle n'en retire.
Ajouté à d'autres mots, le présent de l'indicatif peut prendre d'autres valeurs :
- avec des locutions prépositives temporelles indiquant le futur comme :

Exemple : Fra due ore finisce il viaggio. Le voyage finit dans deux heures.
Exemple : Canta domani. Il chante demain.
Il indique alors le futur.  
- avec des adverbes (adesso, ora, subito,…):

Exemple : Vado subito a scuola. Je vais tout de suite à l'école. Il indique alors le futur proche.

#### Imparfait
En italien, l'imparfait se dit imperfetto.
|          | -are par ex. parl-are | -ere par ex. god-ere | -ire par ex. dorm-ire / cap-ire |
| io       | -avo                  | -evo                 | -ivo                            |
| tu       | -avi                  | -evi                 | -ivi                            |
| lui, lei | -ava                  | -eva                 | -iva                            |
| noi      | -avamo                | -evamo               | -ivamo                          |
| voi      | -avate                | -evate               | -ivate                          |
| loro     | -avano                | -evano               | -ivano                          |

#### Passé simple
En italien, le passé simple se dit passato remoto, soit littéralement passé éloigné.
|          | -are par ex. parl-are | -ere par ex. god-ere | -ire par ex. dorm-ire / cap-ire |
| io       | -ai                   | -ei, -etti(1)        | -ii                             |
| tu       | -asti                 | -esti                | -isti                           |
| lui, lei | -ò                    | -é, -ette(2)         | -ì                              |
| noi      | -ammo                 | -emmo                | -immo                           |
| voi      | -aste                 | -este                | -iste                           |
| loro     | -arono                | -erono, -ettero(3)   | -irono                          |

(1) pour de nombreux verbes en -ere, la désinence est -i à la première personne du singulier, et le radical du verbe change. (cadere > caddi; scrivere > scrissi; tenere > tenni; etc.)

(2) pour de nombreux verbes en -ere, la désinence est -e à la troisière personne du singulier, et le radical du verbe change. (cadere > cadde; scrivere > scrisse; tenere > tenne; etc.)

(3) pour de nombreux verbes en -ere, la désinence est -ero à la troisière personne du pluriel, et le radical du verbe change. (cadere > caddero; scrivere > scrissero; tenere > tennero; etc.)

#### Futur simple
|          | -are par ex. parl-are | -ere par ex. god-ere | -ire par ex. dorm-ire / cap-ire |
| io       | -erò                  | -(e)rò               | -irò                            |
| tu       | -erai                 | -(e)rai              | -irai                           |
| lui, lei | -erà                  | -(e)rà               | -irà                            |
| noi      | -eremo                | -(e)remo             | -iremo                          |
| voi      | -erete                | -(e)rete             | -irete                          |
| loro     | -eranno               | -(e)ranno            | -iranno                         |

#### Passé composé
La langue italienne connaît pour ce temps deux dénominations différentes, selon que l'on cherche à insister sur sa signification proprement temporelle, ou sur sa structuration grammaticale elle-même : autrement dit, soit passato prossimo (passé proche), soit passato composto (passé composé). L'expression passato prossimo reste néanmoins la plus usitée des deux dénominations. Le fait que le passé composé ne soit pas le seul temps du passé à réclamer un auxiliaire pour se conjuguer explique peut-être cette préférence.
Le passé composé se conjugue en italien comme en français avec les verbes être (essere) ou avoir (avere) selon le cas, suivis du participe passé du verbe.
|          | -are par ex. mangiare | -ere par ex. credere | -ire par ex. partire  |
| io       | ho mangiato           | ho creduto           | sono partito/partita  |
| tu       | hai mangiato          | hai creduto          | sei partito/partita   |
| lui, lei | ha mangiato           | ha creduto           | è partito/partita     |
| noi      | abbiamo mangiato      | abbiamo creduto      | siamo partiti/partite |
| voi      | avete mangiato        | avete creduto        | siete partiti/partite |
| loro     | hanno mangiato        | hanno creduto        | sono partiti/partite  |

#### Plus-que-parfait de l'indicatif
En italien, plus-que-parfait se dit trapassato prossimo (la dénomination piuccheperfetto, bien qu'elle indique exactement le même temps verbal, s'utilise pour identifier le plus-que-parfait en latin ou dans certaines langues modernes qui le dénomment de la sorte).
Comme en français, il se forme de l'auxiliaire (essere ou avere) à l'indicatif imparfait, suivis du participe passé du verbe.

#### Passé antérieur
On l'obtient par la forme du passé simple (passato remoto) de l'auxiliaire essere ou avere suivie par le participe passé du verbe à conjuguer.
Le trapassato remoto est le temps du passé le moins utilisé dans l'italien parlé, on lui préfère souvent le passato remoto ; cependant, son utilisation peut être nécessaire, et sans doute plus élégante, si l'on doit souligner le rapport temporel d'antériorité avec le verbe de la proposition principale. Les deux phrases suivantes se veulent en tout cas correctes dans l'italien actuel :
- Gli invitati arrivarono solo dopo che terminai i preparativi
- Gli invitati arrivarono solo dopo che ebbi terminato i preparativi

Traduction : Les invités n'arrivèrent qu'après que j'eus terminé les préparatifs.

#### Futur antérieur
Le futuro anteriore italien est obtenu comme en français : futuro semplice de l'auxiliaire essere ou avere suivi par le participe passé du verbe à conjuguer.

### Subjonctif

#### Présent
Le subjonctif présent italien est comparable à celui du français.
|          | -are es. parlare | -ere es. vendere | -ire es. dormire / capire |
| io       | -o               | -o               | -o / -isca                |
| tu       | -i               | -i               | -i / -isca                |
| lui, lei | -a               | -e               | -e / -isca                |
| noi      | -iamo            | -iamo            | -iamo                     |
| voi      | -iate            | -iate            | -iate                     |
| loro     | -ino             | -ano             | -ano / -iscano            |

Tous les verbes en -ire qui prennent (ou qui peuvent prendre) -isc- au présent de l'indicatif le prendront aussi au présent du subjonctif.

#### Passé
Che io abbia parlato, che io abbia venduto, che io abbia capito, etc.
Che io sia andato/a, che noi siamo andati/e, etc.

#### Imparfait
L'imparfait du subjonctif se conjugue à toutes les personnes, à l'exception de la première personne du singulier.
|          | -are par ex. parlare | -ere par ex. godere | -ire par ex. dormire / capire |
| io       | -assi                | -essi               | -issi                         |
| tu       | -assi                | -essi               | -issi                         |
| lui, lei | -asse                | -esse               | -isse                         |
| noi      | -assimo              | -essimo             | -issimo                       |
| voi      | -aste                | -este               | -iste                         |
| loro     | -assero              | -essero             | -issero                       |

#### Plus-que-parfait
Che io avessi parlato, che io avessi venduto, che io avessi capito, etc.
Che io fossi andato/a, che noi fossimo andati/e, etc.

### Conditionnel

#### Présent
Le conditionnel se construit avec le même radical que le futur
|          | -are par ex. parlare | -ere par ex. godere | -ire par ex. dormire / capire |
| io²      | -erei                | -erei               | -irei                         |
| tu       | -eresti              | -eresti             | -iresti                       |
| lui, lei | -erebbe              | -erebbe             | -irebbe                       |
| noi      | -eremmo              | -eremmo             | -iremmo                       |
| voi      | -ereste              | -ereste             | -ireste                       |
| loro     | -erebbero            | -erebbero           | -irebbero                     |

#### Passé
Il se construit avec le conditionnel présent de essere ou avere suivi du participe passé du verbe.

### La forme passive
À la forme passive, l’italien emploie quelquefois pour ses expressions le verbe venire à la place d’essere pour indiquer une généralité ou mettre l’accent sur l’action plutôt que sur son résultat. On peut alors distinguer le participe passé de l’adjectif verbal :
- venire + p. p., accent sur l’action :

La pizza viene fatta dal pizzaiolo. = « La pizza est faite par le pizzaiolo. »
- essere + adj. verbal, accent sur le résultat :

Il pallone è gonfiato. « Le ballon est gonflé. »

## L'adverbe
Un adverbe se forme à partir d'un adjectif féminin suivi du suffixe -mente.

Exemple : franco (adjectif masculin) donne franca (adjectif féminin), qui lui-même donne francamente (adverbe).
Pour les adjectifs se terminant en -re ou -le : on supprime simplement le -e de la fin et on ajoute le suffixe -mente.

Exemple : regolare (adjectif masculin ou féminin) donne regolarmente (adverbe)

Exemple : possibile (adjectif masculin ou féminin)  donne possibilmente (adverbe)